# A nod is as good as a wink ... to a blind horse
A nod is as good as a wink… to a blind horse is het derde studioalbum van de Britse rockband The Faces. Die band is ontstaan uit The Small Faces. 

## Achtergrond
The Small Faces had in de jaren zestig succes met nummers als  Itchycoo Park, Tin Soldier en Lazy Sunday. Nadat zanger/gitarist Steve Marriott de band had verlaten, gingen de overige bandleden samen met de zanger Rod Stewart en de gitarist Ron Wood (beide afkomstig van The Jeff Beck Group) verder als The Faces. Die band had de grootste successen in de periode van 1970 tot 1974. In diezelfde periode begon Rod Stewart met een succesvolle solo-carrière.
Op dit album staan zowel swingende rocksongs (zoals Miss Judy's farm en Too bad) als ingetogen nummers (zoals Love lives here). De meeste nummers zijn geschreven door leden van de band, behalve Memphis, dat is geschreven door rockartiest Chuck Berry en voor het eerst uitgebracht in 1958. Dit nummer is ook gespeeld door The Beatles, The Rolling Stones, The Animals, Roy Orbison, The Dave Clark Five en veel andere artiesten. Rod Stewart zingt de meeste nummers van dit album. Ronnie Lane zingt You ’re so rude, Last order please en Debris.

## Tracklist
| Nr. | Titel                                                | Duur |
| --- | ---------------------------------------------------- | ---- |
| 1.  | Miss Judy’s farm (Rod Stewart/ Ron Wood)             | 3:39 |
| 2.  | You’re so rude (Ronnie Lane/ Ian McLagan)            | 3:44 |
| 3.  | Love lives here (Ronnie Lane/ Rod Stewart/ Ron Wood) | 3:06 |
| 4.  | Last orders please (Ronnie Lane)                     | 2:36 |
| 5.  | Stay with me (Rod Stewart/ Ron Wood)                 | 4:40 |

| Nr. | Titel                                       | Duur |
| --- | ------------------------------------------- | ---- |
| 1.  | Debris (Ronnie Lane)                        | 4:36 |
| 2.  | Memphis (Chuck Berry)                       | 5:28 |
| 3.  | Too bad (Rod Stewart/ Ron Wood)             | 3:14 |
| 4.  | That’s all you need (Rod Stewart/ Ron Wood) | 5:06 |

## Muzikanten
- Rod Stewart – leadzanger, mondharmonica
- Ronnie Lane – basgitaar, akoestische gitaar, percussie, leadzanger  op drie tracks en achtergrondzang op Too Bad
- Ronnie Wood – elektrisch gitaar, akoestische gitaar, pedaal steelgitaar, mondharmonica, achtergrondzang op Too Bad
- Ian McLagan –  piano, orgel, achtergrondzang  op Too Bad
- Kenney Jones – drumstel, percussie

Op het einde van That ’s all you need is een Jamaicaanse steeldrum te horen, die bespeeld wordt door Harry Fowler. 

## Productie
Dit album is geproduceerd door The Faces samen met Glyn Johns, die onder anderen ook albums heeft geproduceerd van The Who, Eagles, The Rolling Stones, Eric Clapton en Led Zeppelin.  Het album is opgenomen in de Olympic Studios in Londen, tussen maart  en september  1971. 
Deze plaat is in 1971 verschenen op LP en cassette. In 1990 is het op CD verschenen in Japan en in 1993 in de rest van de wereld. In 2015 is een geremasterde CD uitgebracht met twee bonustracks: Miss Judy ’s farm en Stay with me, die zijn opgenomen tijdens sessies voor de BBC. 
Bij de eerste versies van dit album was een grote poster toegevoegd waarop foto’s van pillen en capsules, ongeklede vrouwen en de bandleden te zien zijn. De platenmaatschappij heeft deze posters later niet meer toegevoegd en het is een collectors-item geworden. 
Stay with me is op single uitgebracht met op de B-kant Debris (dat is geschreven en gezongen door Ronnie Lane). 

## Waardering
De Amerikaanse site AllMusic heeft dit album gewaardeerd met vijf sterren (het maximum).
Het album heeft in de volgende landen de albumhitlijsten behaald:
| land                | piek |
| ------------------- | ---- |
| Verenigd Koninkrijk | 2    |
| Nederland           | 3    |
| Verenigde Staten    | 6    |
| Noorwegen           | 10   |
| Duitsland           | 34   |

De single Stay with me/ Debris haalde #4 in de Nederlandse Veronica Top 40, #6 in het Verenigd Koninkrijk en #10 in de Verenigde Staten.